# Библиотека монастыря Святого Галла
Библиоте́ка монасты́ря свято́го Га́лла (нем. Stiftsbibliothek St. Gallen) — самая древняя библиотека в Швейцарии. Основана в монастыре Святого Галла первым аббатом этой обители святым Отмаром в начале VIII века. Библиотека Санкт-Галленского монастыря является одним из самых значительных собраний старинных книг и манускриптов в Европе. В ней содержатся 2100 рукописей, датированных VIII—XV веками (например, манускрипт «Песни о Нибелунгах» и миссал Финтана из Рейнау), 1650 инкунабул. В фондах библиотеки находятся около 160 тысяч экземпляров книг. Библиотека открыта для публичного посещения. Книги, изданные до 1900 года, выдаются в специальном читальном зале. Главный зал библиотеки построена в стиле рококо.
В 1983 году библиотека вместе с монастырём святого Галла внесена в список Всемирного наследия ЮНЕСКО. В XX веке наиболее ценные музыкальные рукописи библиотеки публиковались в виде факсимиле (особенно в серии Paléographie musicale). В 1990-х годах была открыта виртуальная библиотека, в которой оцифрованы важнейшие манускрипты.